# Armington
Armington is een plaats (village) in de Amerikaanse staat Illinois, en valt bestuurlijk gezien onder Tazewell County.

## Demografie
Bij de volkstelling in 2000 werd het aantal inwoners vastgesteld op 368.
In 2006 is het aantal inwoners door het United States Census Bureau geschat op 353, een daling van 15 (-4,1%).

## Geografie
Volgens het United States Census Bureau beslaat de plaats een oppervlakte van
0,7 km², geheel bestaande uit land. Armington ligt op ongeveer 192 m boven zeeniveau.

## Plaatsen in de nabije omgeving
De onderstaande figuur toont nabijgelegen plaatsen in een straal van 16 km rond Armington.